# Бріхадараньяка-упанішада
«Бріхадараньяка-упанішада» («Великі таємні лісові вчення», санскр. बृहदारण्यक उपनिषद्,  Bṛhadāraṇyaka Upaniṣad IAST) - одна з  108 головних Упанішад, входить у «Яджур-веду». Це найбільша за обсягом і найдревніша з Упанішад.  У 1964 у ну був опублікований переклад «Бріхадараньяка-упанішади» російською мовою авторства  А. Я. Сиркіна .

## Цитати з «Бріхадараньяка-упанішади»
Він озирнувся навколо - і не побачив нічого іншого, крім себе самого. Тоді він для початку вигукнув: «Я є!» Потім він злякався, бо страшно людині, якщо вона одна. («Бріхадараньяка-упанішад») 

Уривок, що допомагає зрозуміти  індуїстську теологію. Філософ Відагдха Шакали запитує мудреця Яджнавалкью про кількість богів. «Скільки існує богів?» - цікавиться він. Спочатку Яджнавалкья відповідає: «Три та три сотні, і три і три тисячі». Не задоволений відповіддю, Відагдха продовжує: 

- «Так скільки ж, - сказав він, - насправді богів, Яджнявалкья?»

«Тридцять три». 
- «Так скільки ж, - сказав він, - насправді богів, Яджнявалкья?»

«Шість». 
- «Так скільки ж, - сказав він, - насправді богів, Яджнявалкья?»

«Три». 
- «Так скільки ж, - сказав він, - насправді богів, Яджнявалкья?»

«Два». 
- «Так скільки ж, - сказав він, - насправді богів, Яджнявалкья?»

«Один з половиною». 
- «Так скільки ж, - сказав він, - насправді богів, Яджнявалкья?»

«Один». 

## Розділи
- Мадху
- Яджнявалкья
- Додатковий